# 苏泰尔农
苏泰尔农（法語：Souternon，法語發音：[sutɛʁnɔ̃]）是法国卢瓦尔省的一个市镇，位于该省中北部，属于罗阿讷区。

## 地理
苏泰尔农（45°52'9"N, 3°59'16"E）面积17.05 平方千米，位于法国奥弗涅-罗讷-阿尔卑斯大区卢瓦尔省，该省份为法国中南部省份，北起顺时针与索恩-卢瓦尔省、罗讷省、伊泽尔省、阿尔代什省、上盧瓦爾省、多姆山省和阿列省接壤。
与苏泰尔农接壤的市镇（或旧市镇、城区）包括：圣波尔格、克勒莫、格雷佐勒、吕雷、圣日耳曼拉瓦勒、圣于连多德、卢瓦尔河畔韦兹兰。

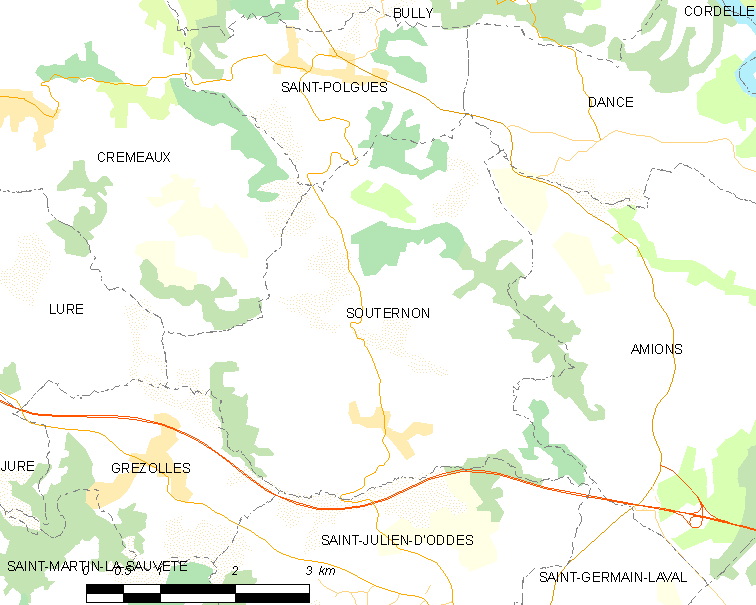
苏泰尔农的OSM定位图

苏泰尔农的时区为UTC+01:00、UTC+02:00（夏令时）。

## 行政
苏泰尔农的邮政编码为42260，INSEE市镇编码为42303。

## 政治
苏泰尔农所属的省级选区为利尼翁河畔博安县。

## 人口

1962-2008年间苏泰尔农人口变化图示

苏泰尔农于2022年1月1日时的人口数量为275人。